# Tony Pearson
Tony Pearson (ur. 11 stycznia 1957, Memphis) – profesjonalny kulturysta amerykański. 
Aktywny głównie w latach 1976-94. W swojej karierze stratował w barwach federacji AAU, WBGG, NABBA, WABBA, WBF i IFBB. Największe sukcesy jako kulturysta osiągnął w konkurencji par mieszanych, w której był prekursorem. W latach 1982-88 sześciokrotny mistrz świata tej konkurencji federacji IFBB (z Shelley Gruwell w 1982 i 1983, Carlą Dunlap w 1984 i 1988, Tiną Plakinger w 1985 oraz Juliette Bergmann w 1986). Po 1994 zaprzestał regularnych starów, pojawiając się sporadycznie na zawodach "masters" (zawodnicy +40 i starsi). 
Mieszka w Las Vegas, gdzie jest trenerem personalnym i doradcą w dziedzinie zdrowego stylu życia opartego na ćwiczeniach siłowych i diecie. 
Ze względu na swoje podobieństwo do "króla muzyki pop" nazywany "Michaelem Jacksonem Kulturystyki". 
W 2023 roku powstał biograficzny film dokumentalny pt. Driven: The Tony Pearson Story, opisujący historię jego życia (pochodził z wielodzietnej, rozbitej rodziny) i kariery. 

## Dane antropometryczne[4]
- Wzrost: 170 cm.
- Waga (startowa): 90-93 kg.
- Biceps: 50 cm.
- Talia: 74 cm.